# آن فولر
آن فولر (بالإنجليزية: Ann Fowler)‏ هي متسابقة ملكة الجمال أمريكية، ولدت في 16 مارس 1948.